# Таблица Ульпиана
Таблица Ульпиана — таблица смертности, связанная с именем древнеримского юриста Домиция Ульпиана (II—III века н. э.) и сохранившаяся как часть Дигест Юстиниана. Таблица Ульпиана была предназначена для вычисления предполагаемой продолжительности пожизненной ренты в зависимости от текущего возраста. Является древнейшим документом такого рода, дошедшим до нас.

## Таблица
Таблица дошла до нас в записи Эмилия Макра, юриста, работавшего в III веке н. э. (запись сделана около 230 года) и, по-видимому, не была искажена при переписывании. Макр приводит два набора данных: лат. forma, атрибутированный Ульпиану и лат. solitum est — «обычный», действовавший до Ульпиана. Из текста Макра не следует, что Ульпиан сам составил таблицу: цитируя последнего, Макр пишет лат. esse forma («вот forma»). Б. Фрайр (англ. Bryce Frier) считает, что таблица на самом деле пришла из имперского налогового ведомства; тем не менее, название «таблица Ульпиана» устоялось в научной литературе.
| Текущий возраст | Ожидаемое дожитие | Ожидаемое дожитие |
| Текущий возраст | Ульпиан           | Обычай            |
| 0-19            | 30                | 30                |
| 20-24           | 28                | 30                |
| 25-29           | 25                | 30                |
| 30-34           | 22                | (60-x)            |
| 35-39           | 20                | (60-x)            |
| 40-49           | (60-x-1)          | (60-x)            |
| 50-54           | 9                 | (60-x)            |
| 55-59           | 7                 | (60-x)            |
| 60-             | 5                 | 0 (?)             |

## Интерпретация
Таблица предназначалась для вычисления налога на наследство за аннуитеты, которые наследники должны были выплачивать легатариям, учёные со средних веков интерпретируют её как таблицу дожития, но расходятся в оценке деталей и аккуратности таблицы — от характерной для XIX века уверенности в аккуратном представлении в таблице демографической ситуации в Римской империи до утверждений о «демографической невозможности» данных. Фрайр предполагает, что дожитие определено не как среднее значение, а как медиана и задаёт вопросы:
- какова может быть теоретическая оценка смертности в Римской империи, исходя из таблицы?
- можно ли эту оценку сопоставить с другими известными случаями?
- отражает ли круг людей, охваченных таблицами, общую демографическую ситуацию в империи?

Таблица содержит три очевидных дефекта:
1. отсутствует интервал для описания младенческой и детской смертности;
2. между 40 и 50 годами дожитие сокращается на статистически невозможный год-за-год;
3. необъяснимая переоценка смертности между 40 и 50 годами балансируется столь же невероятной оценкой дожития в пять лет в любом возрасте свыше 60 лет.

Фрайр считает, что таблица тем не менее основана на реальных демографических данных, а эти дефекты вполне объяснимы (например, статистика детской смертности вряд ли была возможна в то время, округлённые значения были вполне адекватны для древнеримского юридического стандарта «приемлемой справедливости»). Ещё одно возражение состоит в том, что средняя продолжительность жизни оказывается невероятно низкой. В поддержку своих аргументов Фрайр приводит демографическую статистику Маврикия во времена британского управления в 1942—1946 годах, где ситуация напоминала таблицу Ульпиана, включая как низкую продолжительность жизни, так и резкое и необъяснимое падение ожидаемого дожития между 40 и 50 годами.
Вычисления Фрайра приводят к очень низкой продолжительности жизни римлян (21 год в среднем при рождении, доживший до 15 лет проживал ещё 31 год). По замечанию самого Фрайра, поддержание народонаселения в такой ситуации требовало крайне высокого коэффициент рождаемости — почти 6 детей на каждую женщину.